# Notepad2
A Notepad2 egy nyílt forráskódú, Microsoft Windows alá írt BSD licenccel kiadott szöveg- és programkód-szerkesztő program. A programot Florian Balmer a Scintilla editor komponenseinek felhasználásával készítette és legelőször 2004 áprilisában adták ki. Balmer a Microsoft által készített Notepad alapjaira építette a programot, így különösen a kis méret, a gyorsaság és a könnyű használhatóság jellemzi.
A program-továbbfejlesztés legfőbb vonása, hogy több programozási nyelv esetében is végre tudja hajtani a szintaxis kiemelést. Ezek közé a nyelvek közé tartozik az ASP, Assembly, C, C++, C#, Common Gateway Interface (CGI), Cascading Style Sheets (CSS), HTML, Java, JavaScript, NSIS, Pascal, Perl, PHP, Python, SQL, Visual Basic (VB), VBScript, XHTML és XML. Képes továbbá néhány kitüntetett fáljformátumhoz is kiemeléseket alkalmazni, amilyen például a BAT, a DIFF, az INF, az INI, a REG és egyéb konfigurációs fájlok (.properties).
A Notepad2 további fő vonásai:
- automatikus kiegészítés
- zárójel párosítás
- enkódolás konvertálása ASCII, UTF-8 és UTF-16 között
- többszörös Visszavonás/Újra lehetősége, téglalap formájú kijelölés
- új sor jelének konvertálása DOS (CR/LF), Unix (LF) és Macintosh (CR) formátumok között
- reguláris kifejezések keresési és cserefunkciója

Balmer kijelentette, hogy vannak tulajdonságok, amikkel valószínűleg soha nem fogja felvértezni az általa írt Notepad2 programot. Ennek oka, hogy bizonyos továbbfejlesztések túl lennének az egyszerű Notepad-szerű alkalmazás keretein. A beépíteni nem kívánt tulajdonságok közé tartozik például a több dokumentum egy ablakban, több fülön való kezelésének lehetősége.
Néhány az alapporgramból hiányzó képesség (kódok összecsukhatósága, fájl asszociációk megváltoztatása és könyvjelzőhasználat) viszont elérhetővé tehető a program honlapján leírt változtatások végrehajtásával.

## Fordítás
Ez a szócikk részben vagy egészben  a   Notepad2 című angol Wikipédia-szócikk fordításán alapul.  Az eredeti cikk szerkesztőit annak laptörténete sorolja fel. Ez a jelzés csupán a megfogalmazás eredetét és a szerzői jogokat jelzi, nem szolgál a cikkben szereplő információk forrásmegjelöléseként.